# Франц Йозеф Галль
Франц Йозеф Галль (нім. Franz Joseph Gall, 9 березня 1758, Тіфенбронн — 22 серпня 1828, Монруж) — австрійський лікар і анатом, засновник псевдонауки френології.
Вивчав медицину в Страсбурзі та Відні, де згодом займався практикою та набув популярності своїм твором «Philos. mediz. Untersuchungen über Natur und Kunst im kranken und gesunden Zustande des Menschen» (1792). Значно більшу популярність принесли йому його читання про вчення про череп, які він проводив у різних університетах та великих містах Німеччини.
Оселившись у Парижі, разом зі своїм другом Шпурцгеймом розвинув своє вчення у великому творі «Анатомія і фізіологія нервової системи в цілому та головного мозку зокрема тощо» (фр. Anatomie et physiologie du systéme nerveux en général et du cerveau en particulier, etc.; 1810—1820); крім того, написав «Вступ до курсу фізіології мозку» (фр. Introduction au cours de physiologie du cerveau; 1808) і «Про функції головного мозку» (фр. Sur les fonctions du cerveau; 1822).
За допомогою свого вчення намагався локалізувати духовні здібності у певних частинах черепа та мозку і тим самим показати, що психічні функції впливають на розвиток мозку та на форму черепної коробки. Сам Галль називав це вчення краніологією, але воно набуло популярності під назвою френології (яку Галль критикував).
Придумав теорію про те, що всі психічні здібності людини можна розбити на 2 класи:
1. Пізнавальні — 16 психічних способів;
2. Афективні — 21 афективний спосіб.

Створив карту мозку. З'ясував, що лобова частка відповідає за інтелект. Висловив теорію: «Чим більше мозкової речовини, тим вищий інтелект».
Розвиток науки показав неспроможність френології, але за Галлем залишається честь відкриття деяких нових фактів з анатомії та фізіології мозку. Так, він науково обґрунтував, що саме мозок — центр усієї психічної діяльності.

## Історія
Доктор Галль, німець за походженням, не був ні шарлатаном, ні шахраєм. Він вивчав медицину в Страсбурзі, потім у Відні, де закінчив медичний факультет університету та займався практичним лікуванням. Його вважали добрим лікарем-терапевтом, він мав свою клієнтуру. Але більшою мірою цікавився іншою сферою в медицині, ще ніким не вивченою — френологією — вивченням психіки людини за будовою її черепа. Він збирав черепи людей та тварин, розглядаючи їх анатомічні особливості. Його колекція налічувала десятки дивовижних зразків. Він їх порівнював, робив висновки, малював ідеальний людський череп.
Почав читати популярні лекції, де розповідав про особливості психіки людини, брав у руки череп і показував, за які людські обдарування відповідають окремі частини мозку і як це відбивається на поверхні кісток. Він не мав відбою від слухачів. Подивитися на колекцію та послухати вченого приходили найвідоміші люди Відня. Френологія завойовувала дедалі більше шанувальників. Із Франції повідомляли, що Бальзак у захваті від досліджень доктора Галля і чекає від нього нових сенсаційних відкриттів. Але серед медиків він мав ворогів. Вони доповідали в міністерство внутрішніх справ Австрії, до поліції, що професор Галль проводить у себе вдома небезпечні сеанси, на яких він переконує слухачів, що череп людини відбиває суть її внутрішнього світу, а за зовнішніми даними кісток можна судити про характер будь-якої особистості. Френологія є псевдонаукою і може завдати шкоди моральному стану суспільства.
На початку 1802 року Галлю вручено припис про заборону виступів із лекціями, і йому незабаром довелося покинути Відень. Він вирушив до Берліна, по дорозі заїхав до Гете у Веймар, потім прибув до Голландії, далі в Данію. Його скрізь зустрічали з пошаною та просили виступити. Він читав лекції не лише широкому загалу, але й виступав на медичних факультетах і демонстрував найцікавіші зразки зі своєї колекції.
У березні 1808 року надав до Паризької академії свою працю, під назвою «Дослідження нервової системи взагалі і мозку зокрема». Багато вчених, познайомившись із нею, вже готові були висловитися позитивно і схвалити його членство в академії, але несподівано втрутився Наполеон. Не заглиблюючись у суть наданої праці, він сказав: «Навіщо нам потрібні дослідження німця, хіба в нас своїх досліджень мало?»
Галль залишив академію, але френології не залишив. 1820 року випустив чотири томи творів із френології. Щоправда, особливого успіху вона не мала.
Помер від крововиливу, а свою голову заповів відокремити від тіла, а череп додати до його колекції. Френологія за Галлем не набула розвитку. Його дані про місця та опуклості на черепі, які свідчать нібито про ті чи інші здібності людини, не підтверджено. За зовнішніми ознаками не вдалося визначити місць розташування пам'яті, фантазії, музичного таланту, поетичного дару.
Вже 1824 року вчені довели, що сприйняття подразнень від зовнішнього світу залежить від великих півкуль головного мозку. Доктор Галль, на жаль, не підійшов до розуміння, що не череп, а мозок і нервова система визначають особливості характеру та обдарувань людини. Її психічні властивості не визначаються рельєфом поверхні мозку, більш того, форма черепа не повторює форми мозку. Галль помилявся, але його заслуга полягала в тому, що він залучив учених майбутніх поколінь до пізнання природи мозку, будови черепа та пов'язаних з ними особливостей людини.

## Цікаві факти
- Йоганн Вольфганг Гете, німецький поет і дослідник природи, що захоплювався мінералогією, колекціонуванням різних видів рослин, одним із перших познайомився з відомим австрійським доктором Францем Йозефом Галлем, автором нової науки — френології. Він з цікавістю вислухав його розповіді про те, що особливості психіки людини можна нібито визначити за будовою її черепа. Після від'їзду доктора Галля з Веймара великий Гете з цікавістю розглядав свій череп у дзеркалі і мацав його.

- Під тиском критики Галлю довелося залишити Пруссію і влаштуватися в Парижі, але й тут йому жилося не надто солодко, оскільки він встиг кілька разів висловитися з приводу недостатньої місткості черепної коробки Наполеона. До того ж Галль стверджував, що будова черепа імператора французів свідчить про те, що Бонапарт позбавлений схильності до філософії, що було правдою, але звучало образливо. У результаті Наполеон наполіг на тому, щоб Галлю заборонили виступати з лекціями у державних навчальних закладах Парижа. Саме заборону Галля вважав своєю головною заслугою Наполеон перед смертю, а не похід у Росію.